# Cossato

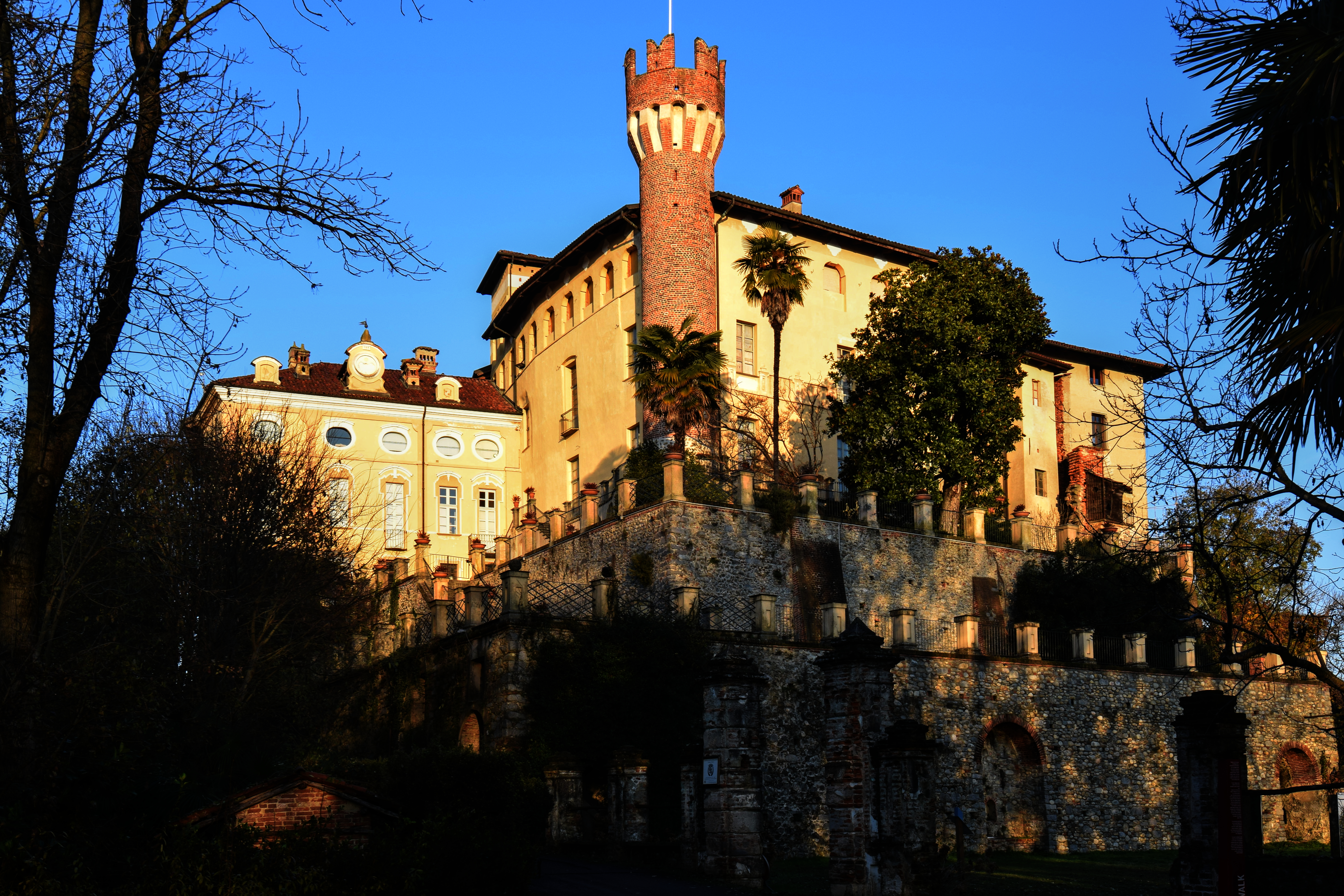
Castello di Castellengo

Cossato (Cusal in piemontese) è un comune italiano di 13 812 abitanti della provincia di Biella in Piemonte.

## Geografia fisica
Cossato si trova in Provincia di Biella e ha una superficie di 27,73 km² ed è posta a un'altitudine sul livello del mare di 257 m.
La città è il secondo comune della provincia biellese per importanza demografica ed economica; ha uno sviluppo urbanistico che segue la direzione delle grandi strade: il centro è lungo la ex statale Biella-Gattinara, e le numerose frazioni sono distribuite lungo la strada per Mottalciata sull'altopiano baraggivo e sulle colline verso Quaregna, Lessona e Valle Mosso.

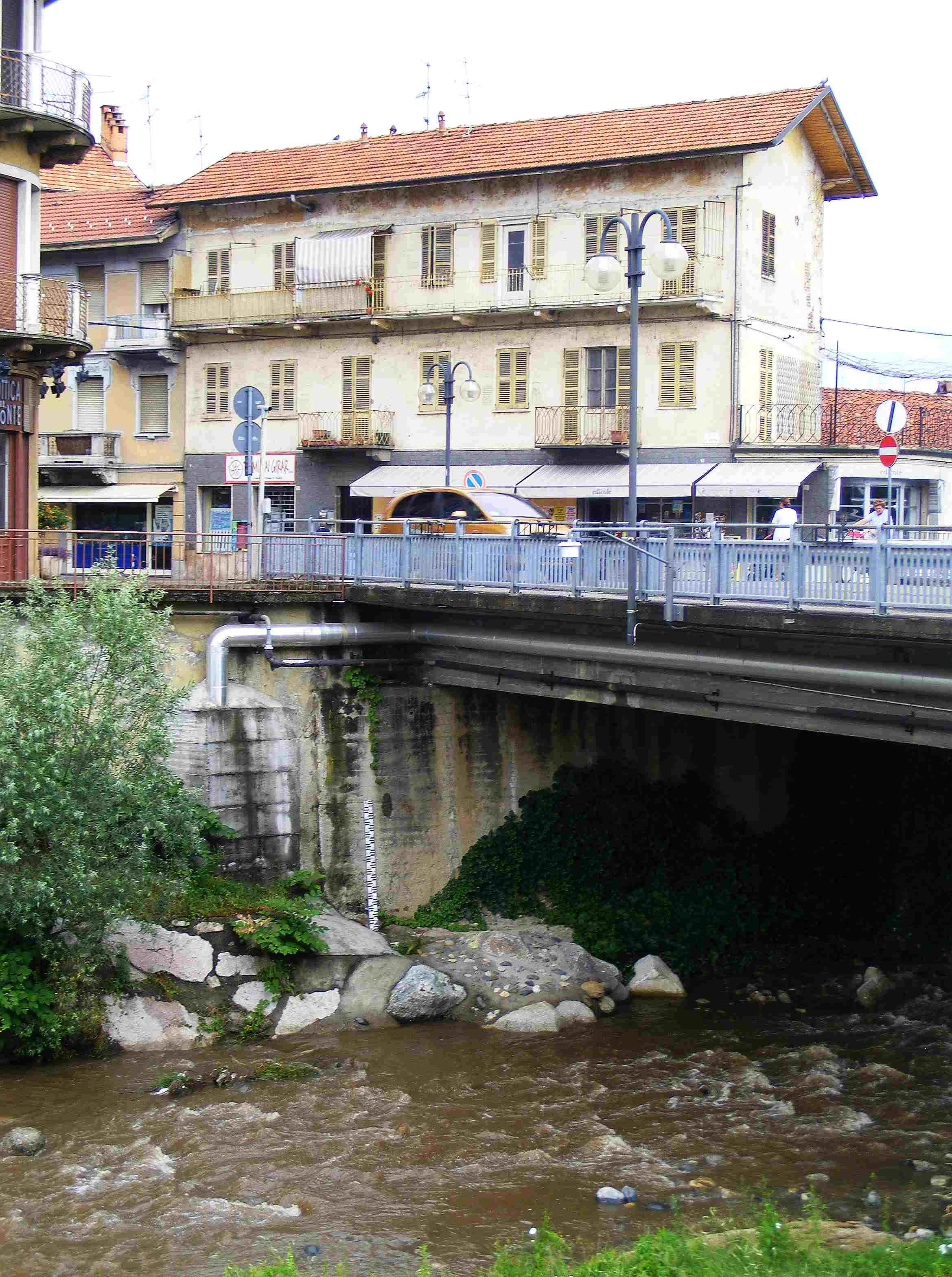
Il torrente Strona
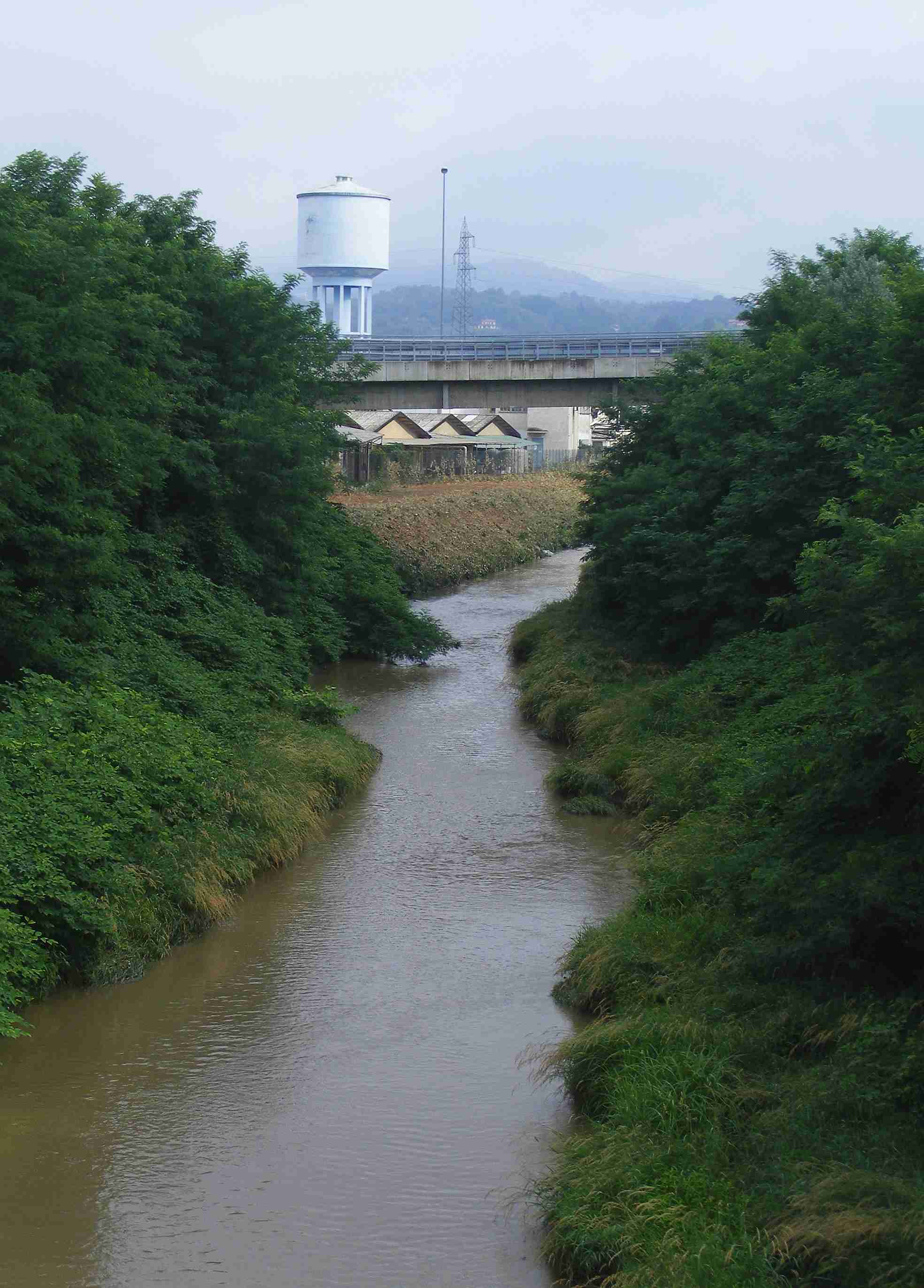
Il torrente Quargnasca tra Cossato e Quaregna

## Storia

### Simboli
Lo stemma del comune di Cossato è stato concesso con regio decreto del 9 maggio 1929.
Il gonfalone, concesso con DPR del 7 agosto 1990, è un drappo partito di bianco e di rosso.

## Monumenti e luoghi d'interesse

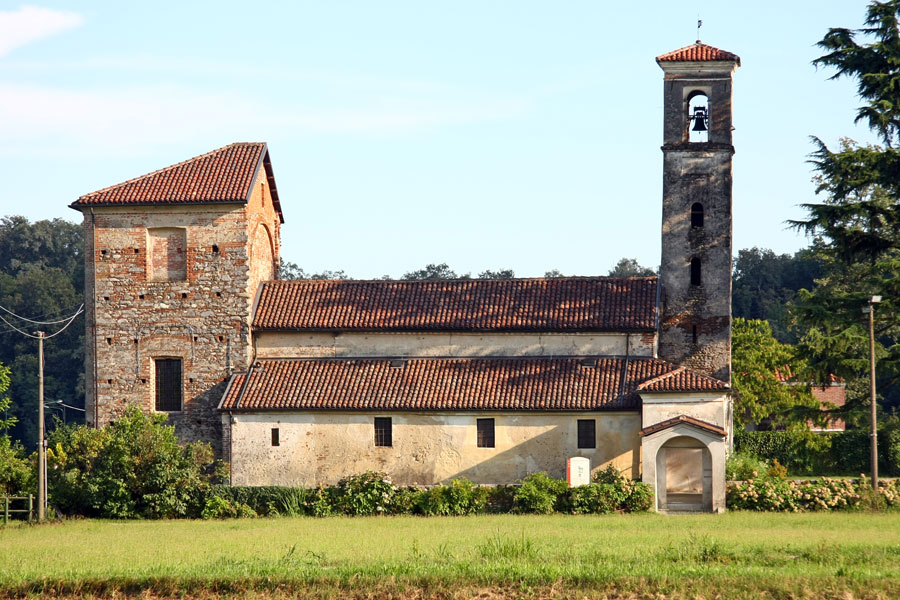
Chiesa dei SS. Pietro e Paolo

- Parrocchiale dedicata all'Assunta, eretta prima del 1000. È stata ricostruita nel 1614 dopo il crollo, avvenuto due anni prima.
- Castello di Castellengo, ai margini delle Baragge di Candelo.
- Chiesa dei SS. Pietro e Paolo, nei pressi del Castello di Castellengo. Edificio di origine medioevale, ristrutturato nel corso degli anni con l'aggiunta di stili diversi.
- Villa Ranzoni, edificio settecentesco sede della Biblioteca Comunale.
- Villa Fecia, edificio appartenente ai conti Fecia di Cossato comprendente un ampio parco e una chiesa, l'Oratorio di Santa Margherita (in stile medioevale).
- Villa Berlanghino, in stile neoclassico. Si tratta di un ampio edificio con un imponente scalone in legno e un parco pubblico all'esterno.
- Villa Engaddi, antica dimora del Vescovo Losana, sui colli di Monteferrario.
- Il "Castellone", antica dimora sui colli.
- Riserva naturale orientata delle Baragge

### Il centro
Il centro della città si sviluppa attorno alla Chiesa parrocchiale di Santa Maria Assunta. Il nucleo più antico è quello che circonda l'attuale piazza Gramsci. Recentemente sono state rese pedonali piazza Chiesa e via della Chiesa collegante quest'ultima piazza con Piazza Angiono, sede del municipio. Il palazzo che ospita gli uffici amministrativi venne acquistato da Gian Matteo Cridis e destinato a tale uso fin dalla prima metà dell'Ottocento. Nel centro si trovano pure le scuole materna, elementare e media (ospitata nel palazzo sede un tempo della G.I.L.) e la biblioteca civica a Villa Ranzoni. Nella piazza Croce Rossa si tiene settimanalmente il mercato che ha reso famosa Cossato come centro di incontro e scambio tra la pianura e la Valle Strona.

### Fra cortili e borgate
Il fascino di Cossato non si trova tanto nel suo centro quanto nelle sue borgate, agglomerati di case affacciate su una strada o un cortile interno che sono sparse per tutto il territorio. Qui si trovano ancora angoli storici dove riemergono antichi palazzi, come in via Tarino (cà 'd Tarin), o pezzi di mura medioevali come a Castellazzo. Particolare la borgata Fecia con la bella piazzetta, in cui spicca il palazzo dei conti Fecia o borgata Lavino (cà 'd Lavin) con il caratteristico oratorio di santa Caterina.
"Se volete cercare il bello di Cossato non andate in centro, no, andate nelle sue frazioni. Salite a Bonardi e fermatevi in mezzo al cortile ad ascoltare il silenzio. Guardate le case con le “lobbie” di legno illuminate dall’unico faro tirato con due fili in mezzo alla piazza. Verrebbe da dire il silenzio dei “brugiun”, così affascinante. Oppure sedetevi sui gradoni dell'Assunta al pomeriggio di Maggio, quando le piante sono in fiore, con i ragazzini accanto che bisbigliano tra di loro di chissà quale amore. Perché il fascino di Cossato, oltre alle sue vie, alle sue borgate, sta nei piccoli scorci quotidiani, di cossatesi giovani e vecchi (...)".

## Società

### Evoluzione demografica

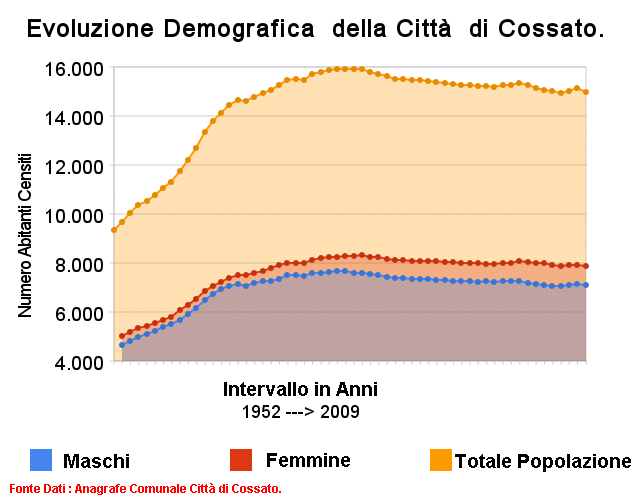
Evoluzione Demografica della città di Cossato

Abitanti censiti

### Etnie e minoranze straniere
Al 1º gennaio 2019 gli stranieri residenti a Cossato erano 916. Le nazionalità più numerose erano:
- Romania: 306
- Marocco: 170
- Ucraina: 66
- Albania: 65
- Cina: 33

## Cultura

### Cucina
Cossato vanta alcuni piatti tipici del luogo: 
- "Mantovane di Cossato" riconosciuti a livello nazionale come "Prodotto Agroalimentare Tradizionale": dolci semisferici artigianali di pasta sfoglia che racchiude una soffice farcita di mandorle e marmellata, la cui forma ricorda le tende mantovane, da cui prendono il nome. Le "Mantovane di Cossato" vengono prodotte nel periodo di Carnevale. La produzione avviene in un laboratorio di pasticceria Pezzaro di Cossato.
- Bagna càuda: una sorta di crema a base di acciughe sotto sale e aglio, servita con verdure crude.
- San Carlin: formaggio da spalmare a base di tomino fresco, aglio e peperoncino.
- "Biscotti dell'assunta" la ricetta di questa caratteristica specialità dolciaria nasce dentro la Pasticceria Pezzaro nel 2014, quando i biscotti vengono preparati in occasione della Festa Patronale dell'Assunta , che cade il 15 agosto. Sono disponibili presso la Chiesa Parrocchiale di Santa Maria Assunta durante tutte le festività.

#### Vini
Nel territorio comunale è storicamente coltivata la vite che sulle colline che circondano il centro cittadino trova un fertile habitat. Il Nebbiolo è il vitigno più diffuso, ma non mancano le uve locali come la vespolina, la croatina, la barbera e l'uva rara che in assemblaggio danno origine al tipico vino Uvaggio. I vini prodotti nel comune di Cossato ricadono nella denominazione Coste della Sesia. Sul territorio comunale si trovano tre cantine.  

### Eventi
A marzo vengono organizzate sfilate di carri in occasione del carnevale, guidate dalle maschere locali Sucot e Sucota.
A maggio, il forno della Margherita viene aperto per una festa gastronomica a base di prodotti da forno.
Il 16 agosto, in occasione della Fiera di San Rocco, le vie e le piazze principali della città sono occupate da bancarelle che attirano ogni anno numerosi cittadini e turisti.

## Infrastrutture e trasporti, servizi al cittadino
La stazione di Cossato, posta lungo la linea ferroviaria Biella-Novara, è servita da treni regionali di Trenitalia nell'ambito del contratto di servizio stipulato con la Regione Piemonte.
Dal 1926 al 1951 rappresentò il capolinea orientale della tranvia Biella-Cossato e ospitò altresì, fra il 1891 e il 1958, la principale stazione intermedia della ferrovia Biella-Cossato-Vallemosso.
Cossato è facilmente raggiungibile in automobileː
per chi proviene da Torino e da Milanoː autostrada A4 Torino-Trieste, al Casello di Carisio. 
Mentre per chi proviene da Genova/Alessandria/Sempione/Lago Maggioreː 
autostrada A26 Genova-Gravellona Toce, uscita Romagnano Sesia-Ghemme, percorrere la SS 142 Biella-Laghi, direzione Biella.
Cossato dal 1980 è anche sede di un Sottocomitato di Croce Rossa Italiana, sorto per iniziativa di alcuni cittadini, in particolare Giacinto Milanin in precedenza già volontario presso la Croce Rossa di Biella.

## Amministrazione

### Sindaci dal 1946

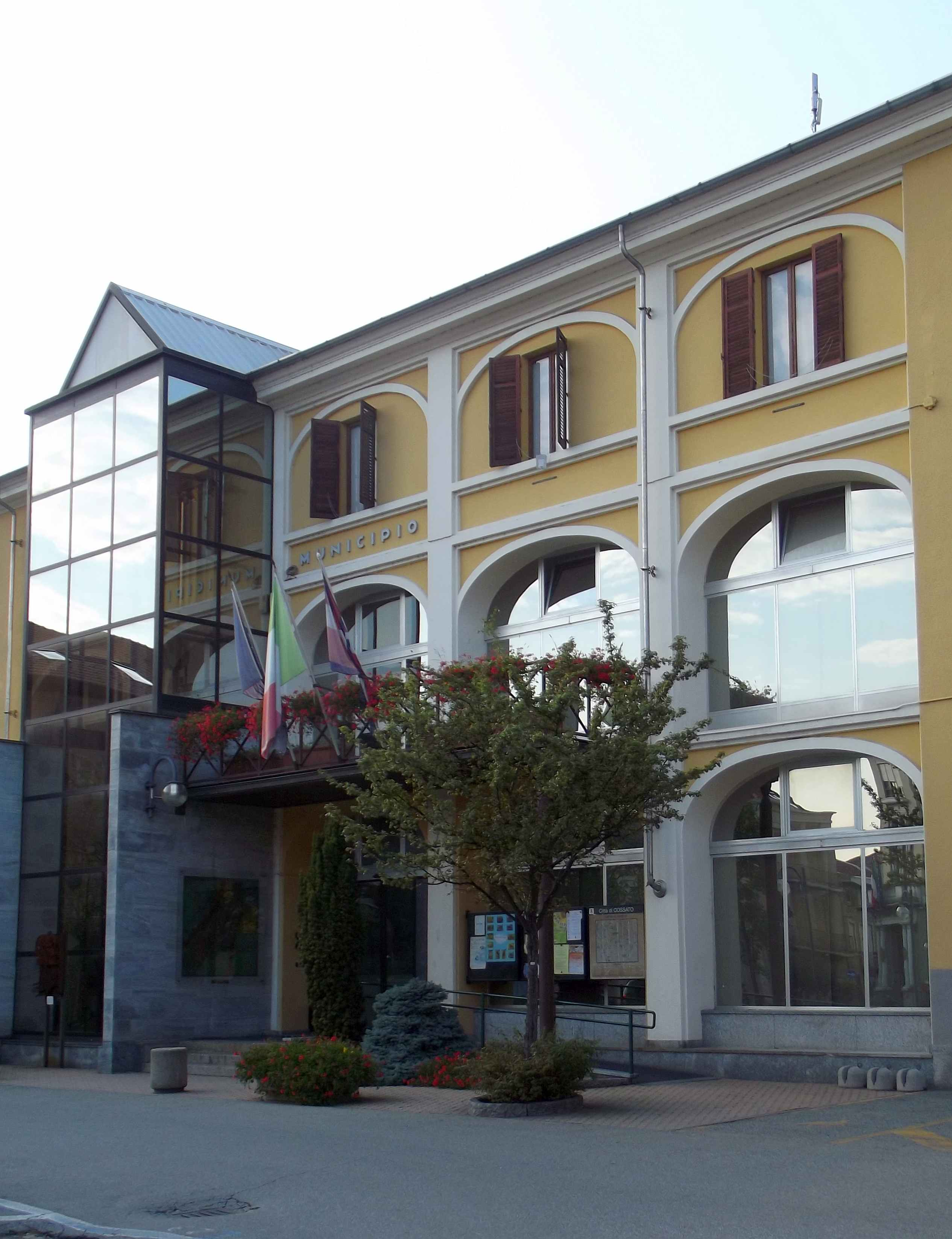
Il municipio

|                                                      | Pierino Angiono    | Partito Comunista Italiano                   | 1946-1962      | 1946 |
| 1951                                                 | Pierino Angiono    | Partito Comunista Italiano                   | 1946-1962      |      |
| 1956                                                 | Pierino Angiono    | Partito Comunista Italiano                   | 1946-1962      |      |
| 1960                                                 | Pierino Angiono    | Partito Comunista Italiano                   | 1946-1962      |      |
|                                                      | Ezio Abate         | Partito Comunista Italiano                   | 1962-1974      | 1960 |
| 1964                                                 | Ezio Abate         | Partito Comunista Italiano                   | 1962-1974      |      |
| 1970                                                 | Ezio Abate         | Partito Comunista Italiano                   | 1962-1974      |      |
|                                                      | Gianni Rivardo     | Partito Comunista Italiano                   | 1974-1978      | 1970 |
| 1975                                                 | Gianni Rivardo     | Partito Comunista Italiano                   | 1974-1978      |      |
|                                                      | Elio Panozzo       | Partito Comunista Italiano                   | 1978-1989      | 1975 |
| 1980                                                 | Elio Panozzo       | Partito Comunista Italiano                   | 1978-1989      |      |
| 1985                                                 | Elio Panozzo       | Partito Comunista Italiano                   | 1978-1989      |      |
|                                                      | Sergio Scaramal    | Partito Comunista Italiano (1989-91)         | 1989-1995      | 1985 |
|                                                      | Sergio Scaramal    | Partito Democratico della Sinistra (1991-95) | 1989-1995      | 1990 |
| Sindaci eletti direttamente dai cittadini (dal 1995) |                    |                                              |                |      |
|                                                      | Sergio Scaramal    | Centro-sinistra                              | 1995-2004      | 1995 |
| 1999                                                 | Sergio Scaramal    | Centro-sinistra                              | 1995-2004      |      |
|                                                      | Ermanno Bianchetto | Centro-sinistra                              | 2004-2009      | 2004 |
|                                                      | Claudio Corradino  | Lega Nord                                    | 2009-2019      | 2009 |
| 2014                                                 | Claudio Corradino  | Lega Nord                                    | 2009-2019      |      |
|                                                      | Enrico Moggio      | Centro-destra                                | 2019-in carica | 2019 |

### Gemellaggi
- Neve Shalom

### Altre informazioni amministrative
Il comune ha fatto parte della Comunità Montana Val Sessera, Valle di Mosso e Prealpi Biellesi, ente soppresso con la Legge Regionale 28 settembre 2012, n. 11. In predecenza, sino al 2010, apparteneva alla Comunità Montana Prealpi Biellesi, abolita in seguito all'accorpamento disposto dalla Regione Piemonte nel 2009.

## Sport
Calcio
La principale squadra di calcio della città è la Città di Cossato.
Calcio a 5
La città ha una società di Futsal denominata Futsal C.D. Cossatese che milita nel campionato di Serie D Piemonte e Valle d'Aosta.